# 克斯廷·克彭
克斯廷·克彭（德語：Kerstin Köppen，1967年11月24日—），德国女子赛艇运动员。她曾代表德国参加1992年和1996年夏季奥林匹克运动会赛艇比赛，其中1992年奥运会获得女子双人双桨金牌，1996年奥运会则获得女子四人双桨金牌。